# Zdeněk Fierlinger

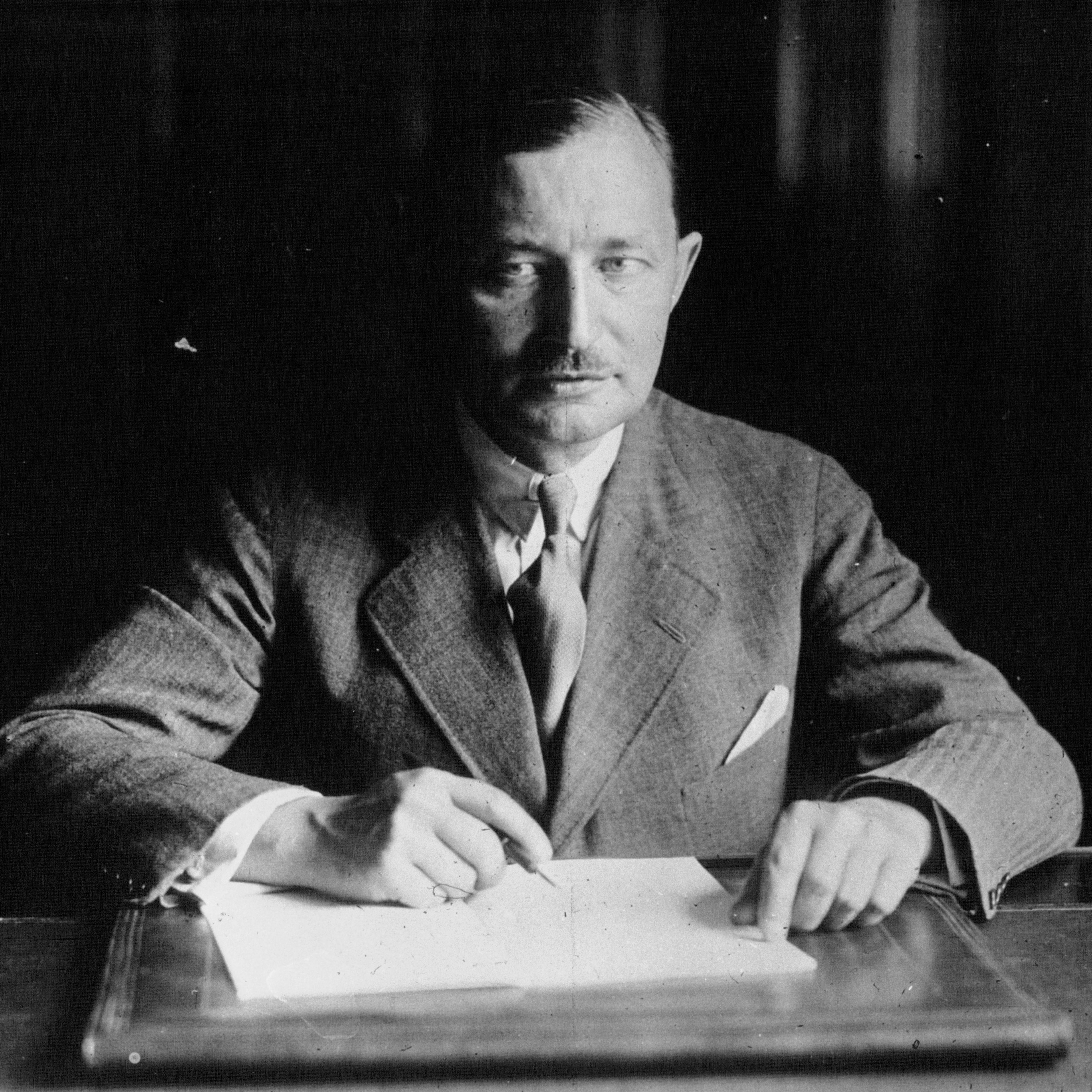
Zdeněk Fierlinger em 1932

Zdeněk Fierlinger (11 de julho de 1891, Olomouc — 2 de maio de 1976, Praga) foi um político checo. Atuou como  primeiro-ministro da Checoslováquia de 1944 a 1946, primeiramente no governo exilado com sede em Londres e posteriormente na Checoslováquia libertada. Seu nome é frequentemente associado com a fusão de seu Partido Social Democrata com o Partido Comunista da Checoslováquia após o golpe comunista em 1948. Foi o tio de Paul Fierlinger, o famoso animador de vários desenhos animados da PBS.